# ドメニコ・ノルディオ
ドメニコ・ノルディオ（Domenico Nordio, 1971年3月21日 - ）は、イタリアのヴァイオリン奏者。
キオッジャの生まれ。コラード・ロマーノとミシェル・オークレールにヴァイオリンを学ぶ。1987年のヴィオッティ国際音楽コンクールのヴァイオリン部門で入賞。1988年にはユーロヴィジョン・ヤング・ミュージシャンに出場して3位を獲得した。